# Méaban
Méaban est un îlot inhabité situé en Mor braz à l'entrée du golfe du Morbihan, en France et appartient à la commune d'Arzon.
L'île est inhabitée et est le lieu d'une réserve ornithologique.

## Protection
L'île fait l'objet d'un arrêté préfectoral de protection de biotope (APPB) qui vise la préservation de biotopes variés, indispensables à la survie d’espèces protégées spécifiques, depuis le 12 janvier 1982.
L'accostage est généralement interdit du 15 avril au 31 août.
Dans le cadre de Natura 2000, Méaban a été intégrée, en 2008, dans l'extension de la Zone de protection spéciale (ZPS) du golfe du Morbihan.
La protection de Méaban est en conflit avec le développement touristique, comme l'a montré la course de navire à moteur Race Nautic Tour organisée le premier week-end de mai 2010 par le port du Crouesty à Arzon. Cette course a fait l'objet d'une décision de suspension du juge des référés du tribunal administratif de Rennes. En 2012, rien n'était fait pour arrêter ce type de manifestation très perturbatrice pour les oiseaux nicheurs, les régates s'approchant toujours trop près de l'île, bien que « le Yacht Club Crouesty-Arzon, qui s’associe à cette démarche de protection, fait signer aux équipages une charte les engageant à avoir un comportement responsable et de bon sens pour respecter ce milieu naturel exceptionnel mais fragile ».

## Faune
Méaban est un site de première importance pour la nidification du goéland marin, du goéland brun et du cormoran huppé.
L'association Bretagne vivante a créé la Réserve associative de Méaban pour œuvrer à la protection des sternes de Dougall. En 1969, on observait les espèces de sternes suivantes :
- sterne caugek (Sterna sandvicensis), à la fin des années 1960, l’île de Méaban accueillait la plus grosse colonie française avec 3 800 couples[10] ;
- sterne pierregarin (Sterna hirundo) ;
- sterne de Dougall (Sterna dougallii).

La désertion des sternes est liée au développement du tourisme nautique et aux débarquements fréquents et incontrôlés, ainsi qu’à l’augmentation des goélands dans les années 1960-1970 qui s’accompagne d’une disparition progressive des sternes par l'éclatement des grandes colonies plurispécifiques de sternes.

## Vie sous-marine
Le secteur de Méaban possède un gisement de moules (la pêche de loisir est autorisée selon le calendrier d'ouverture de pêche professionnelle et pour une capture journalière de 3 kg).

## Histoire
En 1803, la construction d'un fort sur Méaban a été envisagée par Napoléon Bonaparte, :
« Saint-Cloud, 29 germinal An IX (19 avril 1803)

Au contre-amiral Decrès, ministre de la marine et des colonies

Je vous prie, Citoyen Ministre, de me faire un rapport sur les projets d'établissements qu'a présentés le vice-amiral Rosily sur différentes petites îles de la côte de l'Océan, tels que la construction d'un fort à l'île de Méaban, la construction d'une batterie à la pointe de Quiberon, à l'entrée de Port-Haliguen, le rétablissement des forts Haedok et Houat, l'établissement d'un fort sur les Errants, à l'entrée du port de Lorient, l'établissement d'une redoute revêtue à Penfret, l'une des Glénans, etc. »